# NGC 1307
NGC 1307 je galaksija u zviježđu Eridan.

## Vanjske poveznice
- SEDS: NGC 1307